# دانشگاه علوم پزشکی اصفهان
دانشگاه علوم پزشکی و خدمات بهداشتی درمانی استان اصفهان یکی از دانشگاه‌های دولتی تیپ یک ایران و تحت پوشش وزارت بهداشت، درمان و آموزش پزشکی در استان اصفهان است.
تعداد دانشجویان دانشگاه مشتمل بر حدود ۱۰۰۰۰ نفر می‌باشد. تعداد ۱۰۴۰ نفر هیئت علمی، ۳۹ بیمارستان و مرکز آموزشی، حدود ۲۳۰۰۰ نفر نیروی انسانی و تعداد ۱۳۴ پایگاه اورژانس پیش بیمارستانی علاوه بر آموزش و پژوهش، به اراِئه خدمات بهداشتی درمانی در سطح استان اصفهان به غیر از کاشان و آران و بیدگل مشغول می‌باشند.
امروزه دانشگاه علوم پزشکی اصفهان یکی از برترین دانشگاه‌های علوم پزشکی کشور می‌باشد و رقابت قابل توجهی بین داوطلبان کنکور سراسری برای ورود به این دانشگاه وجود دارد. این دانشگاه امکانات رفاهی و ورزشی گسترده برای هیئت علمی و دانشجویان فراهم آورده است. این دانشگاه همچنین در کنار دانشگاه اصفهان و دانشگاه صنعتی اصفهان یکی از ۳ دانشگاه برتر استان اصفهان می‌باشد.

## تاریخچه دانشگاه

سردر دانشگاه علوم پزشکی اصفهان واقع در خیابان هزارجریب

پایه نخستین آن در سال ۱۳۲۵ با ایجاد آموزشگاه عالی بهداری گذاشته شد. این آموزشگاه با تعدادی دانشیار در خانه محقری واقع در احمدآباد کار خود را آغاز کرد، پس از مدتی کوتاه از آنجا به گوشه‌ای از دبیرستان سعدی منتقل گردید و آموزشگاه‌های این دبیرستان مورد استفاده دانشجویان قرار گرفت. پس از چهار سال دانشکده پزشکی اصفهان در جوار آزمایشگاه مذکور با داشتن دوره شش ساله تحصیلی و اجازه صدور دیپلم دکترا در پزشکی کار خود را آغاز نمود. بدین ترتیب آموزشگاه عالی بهداری به تدریج تعطیل شد و اعضای هیئت علمی آن به دانشکده پزشکی منتقل گشتند و تعدادی از پزشکان واجد صلاحیت نیز برای تدریس به گروه آنان پیوستند. در سال تحصیلی ۳۵–۱۳۳۴ دانشکده داروسازی تشکیل و به دانشکده پزشکی ملحق گشت و از کلاسها و آزمایشگاه‌های دانشکده پزشکی که ساختمان‌های مربوط به آن به‌طور پراکنده در شهر اجاره شده بود استفاده نمود. دو سال بعد دانشکده داروسازی به صورت واحد مستقلی درآمد. با افزوده شدن دانشکده ادبیات در سال ۱۳۳۷ به دو واحد آموزش عالی گذشته یعنی دانشکده‌های پزشکی و داروسازی موجودیت دانشگاه اصفهان تحقق یافت. در سال ۱۳۴۶ دوره‌های تخصصی پزشکی شروع به کار نمود. در سال تحصیلی ۴۸–۱۳۴۷ سه واحد آموزش عالی نیز به نام دانشکده علوم دارویی، رشته لیسانس علوم آزمایشگاهی و آموزشگاه عالی پرستاری به واحدهای پیشین افزوده شد. تأسیس کلینیک ویژه دانشگاه نیز صورت گرفت و همزمان با آنها مراکز پزشکی ثریا و خورشید هم توسعه یافت. در سال ۱۳۵۱ دوره چهارساله علوم دارویی به دوره شش ساله دکترای داروسازی تبدیل شد و عنوان آن به دانشکده داروسازی و علوم دارویی تغییر یافت. در سال ۱۳۵۳ دوره‌های فوق لیسانس میکروب‌شناسی، انگل‌شناسی و تشخیص طبی افزوده شد و یکسال بعد دانشکده دندانپزشکی نیز تأسیس گردید. در سال ۱۳۶۴ و با تصویب وزارت بهداشت، دانشگاه علوم پزشکی اصفهان و دانشگاه اصفهان از یکدیگر جدا شدند.
در سال‌های ۱۳۷۵و ۱۳۹۵ به مناسبت پنجاهمین و هفتادمین سالگرد تأسیس دانشکده پزشکی از طرف دولت جمهوری اسلامی لوح سنگی یادبود (به مناسبت پنجاه سالگی) و یک نشان یادبود (به مناسبت هفتاد سالگی) تقدیم شده که هم‌اکنون این دو نشان یادبود در حیاط دانشکده نصب می‌باشند.
پارک علم و فناوری سلامت
دانشگاه علوم پزشکی اصفهان به همراه دانشگاه علوم پزشکی تهران اولین دانشگاه‌هایی بودند که مجوز تأسیس پارک علم و فناوری سلامت را گرفتند. در دویست و ششصد و نهمین جلسه شورای گسترش دانشگاه‌های علوم پزشکی در تاریخ ۶ آبان ۹۷ با تأسیس پارک علم و فناوری سلامت در دانشگاه علوم پزشکی و خدمات بهداشتی و درمانی اصفهان موافقت گردید. در روز شنبه مورخ ۲۲ دی ماه ۹۷، پارک علم و فناوری سلامت این دانشگاه افتتاح شد.

## جایگاه

### دانشگاه مادر
دانشگاه علوم پزشکی اصفهان، در رده‌بندی کلان‌منطقه‌ای وزارت بهداشت، به عنوان دانشگاه مادر قطب ۷ آمایشی علوم پزشکی کشور شناخته می‌شود. همچنین این دانشگاه یکی از ۸ دانشگاه تیپ ۱ علوم پزشکی در کشور است.

### رتبه‌بندی
دانشگاه علوم پزشکی و خدمات درمانی اصفهان همواره به عنوان یکی از دانشگاه‌های برتر کشور در رده‌بندی‌های مختلف علمی شناخته می‌شود. در آخرین رده‌بندی دانشگاه‌های علوم پزشکی کشور در سال ۱۴۰۲، دانشگاه علوم پزشکی اصفهان پس از دانشگاه علوم پزشکی ایران، در رده پنجم قرار دارد. این دانشگاه در رده‌بندی وبومتریکس در ژانویه ۲۰۲۲ پس از دانشگاه علوم پزشکی تهران و دانشگاه علوم پزشکی شهیدبهشتی، در رتبه سوم دانشگاه‌های ایران قرار گرفت. در آخرین رتبه‌بندی وبومتریکس در ژانویه ۲۰۲۳، این دانشگاه در رده ۹۰۹ جهانی قرار گرفت. در رتبه‌بندی تایمز و در رده‌بندی دانشگاه‌های تأثیرگذار (Impact ranking) در سال ۲۰۲۳، دانشگاه علوم پزشکی اصفهان در رده دوم دانشگاه‌های علوم پزشکی ایران و در رده ۴۰۱–۶۰۰ام رده‌بندی جهانی و رتبه ۱۰۰۱–۱۲۰۰ام رده‌بندی کلی دانشگاه‌های جهان قرار دارد. همچنین این دانشگاه در رتبه‌بندی آموزشی دانشگاه‌های کشور، حائز رتبه دوم کشوری شد.

## دانشکده‌ها
دانشگاه علوم پزشکی و خدمات بهداشتی درمانی استان اصفهان مشتمل بر ده دانشکده است:

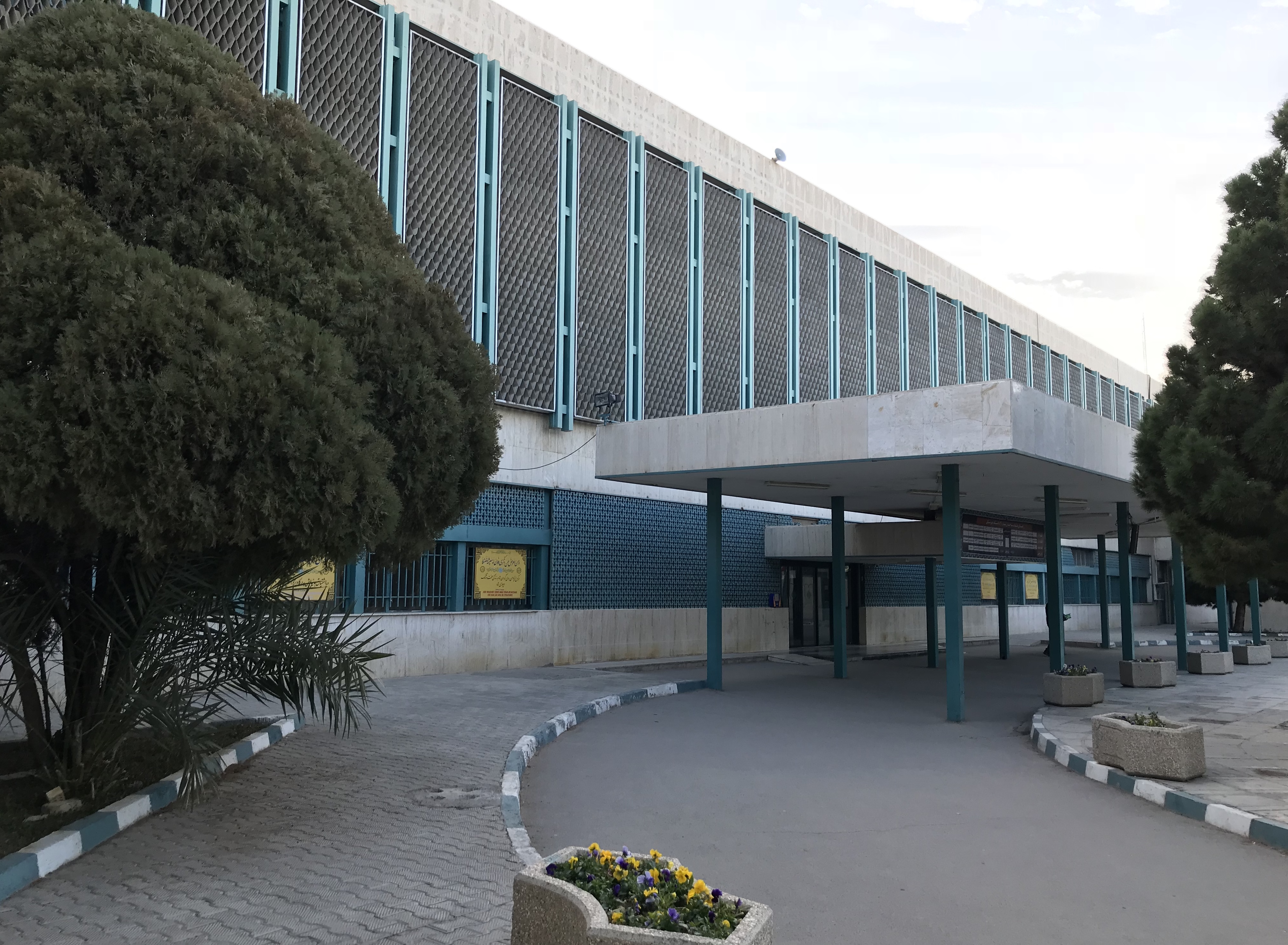
دانشکده پزشکی اصفهان

- دانشکده پزشکی
- دانشکده داروسازی
- دانشکده دندانپزشکی
- دانشکده پرستاری و مامائی
- دانشکده پیراپزشکی
- دانشکده فناوری‌های نوین
- دانشکده بهداشت
- دانشکده توانبخشی
- دانشکده مدیریت و اطلاع‌رسانی
- دانشکده تغذیه و علوم غذایی

## پژوهشکده‌ها و مراکز تحقیقاتی
تعداد ۴۹ مرکز تحقیقاتی و پژوهشکده در دانشگاه علوم پزشکی اصفهان فعال هستند.
1. مرکز تحقیقات قلب و عروق
2. مرکز تحقیقات پرفشاری خون
3. مرکز تحقیقات اقدامات تهاجمی قلب و عروق
4. مرکز تحقیقات بازتوانی قلب
5. مرکز تحقیقات فیزیولوژِی کاربردی
6. مرکز تحقیقات نارسایی قلب
7. مرکز تحقیقات قلب کودکان
8. مرکز تحقیقات بیماری‌های ارثی کودکان
9. مرکز تحقیقات رشد و نمو کودکان
10. مرکز تحقیقات محیط زیست
11. مرکز تحقیقات آموزش پزشکی
12. مرکز تحقیقات اسکلتی عضلانی
13. مرکز تحقیقات امنیت غذایی
14. مرکز تحقیقات ایمپلنت‌های دندانی
15. مرکز تحقیقات بیماری‌های چشم
16. مرکز تحقیقات بیماری‌های عفونی و گرمسیری
17. مرکز تحقیقات بیماری‌های کلیوی
18. مرکز تحقیقات بیماری‌های متابولیک کبد
19. مرکز بیوانفورماتیک
20. بیوسنسور
21. مرکز پردازش تصویر و سیگنال پزشکی
22. مرکز تحقیقات بیهوشی و مراقبت‌های ویژه
23. مرکز پرفشاری خون
24. مرکز تحقیقات پوست و سالک
25. مرکز تحقیقات توکسیلوژی بالینی
26. مرکز تحقیقات سایکوسوماتیک
27. مرکز تحقیقات شکاف لب و کام
28. مرکز طب اورژانس
29. مرکز تحقیقات عفونت‌های بیمارستانی
30. مرکز علوم اعصاب
31. مرکز تحقیقات علوم دارویی
32. مرکز تحقیقات علوم رفتاری
33. مرکز غدد و متابولیسم
34. مرکز تحقیقات عوامل اجتماعی مؤثر بر سلامت
35. مرکز فناوری اطلاعات در امور سلامت
36. مرکز تحقیقات پزشکی بازساختی
37. مرکز تحقیقات گوارش پورسینای حکیم
38. مرکز تحقیقات ناهنجاری‌های فک و صورت
39. مرکز توسعه پژوهش‌های بین رشته‌ای
40. مرکز تحقیقات علوم باروری و سلامت جنسی
41. مرکز تحقیقات سیستم نوین دارورسانی
42. مرکز تحقیقات مراقبتهای پرستاری و مامایی
43. مرکز تحقیقات ایمپلنت‌های دندانی
44. مرکز تحقیقات دندانپزشکی
45. مرکز تحقیقات مواد دندانی

## بیمارستان‌ها و مراکز آموزشی درمانی

بیمارستان الزهرا

۳۹ بیمارستان و مرکز آموزشی درمانی تحت نظر دانشگاه علوم پزشکی اصفهان قرار دارند از جمله مهم‌ترین این مراکز عبارتند از:

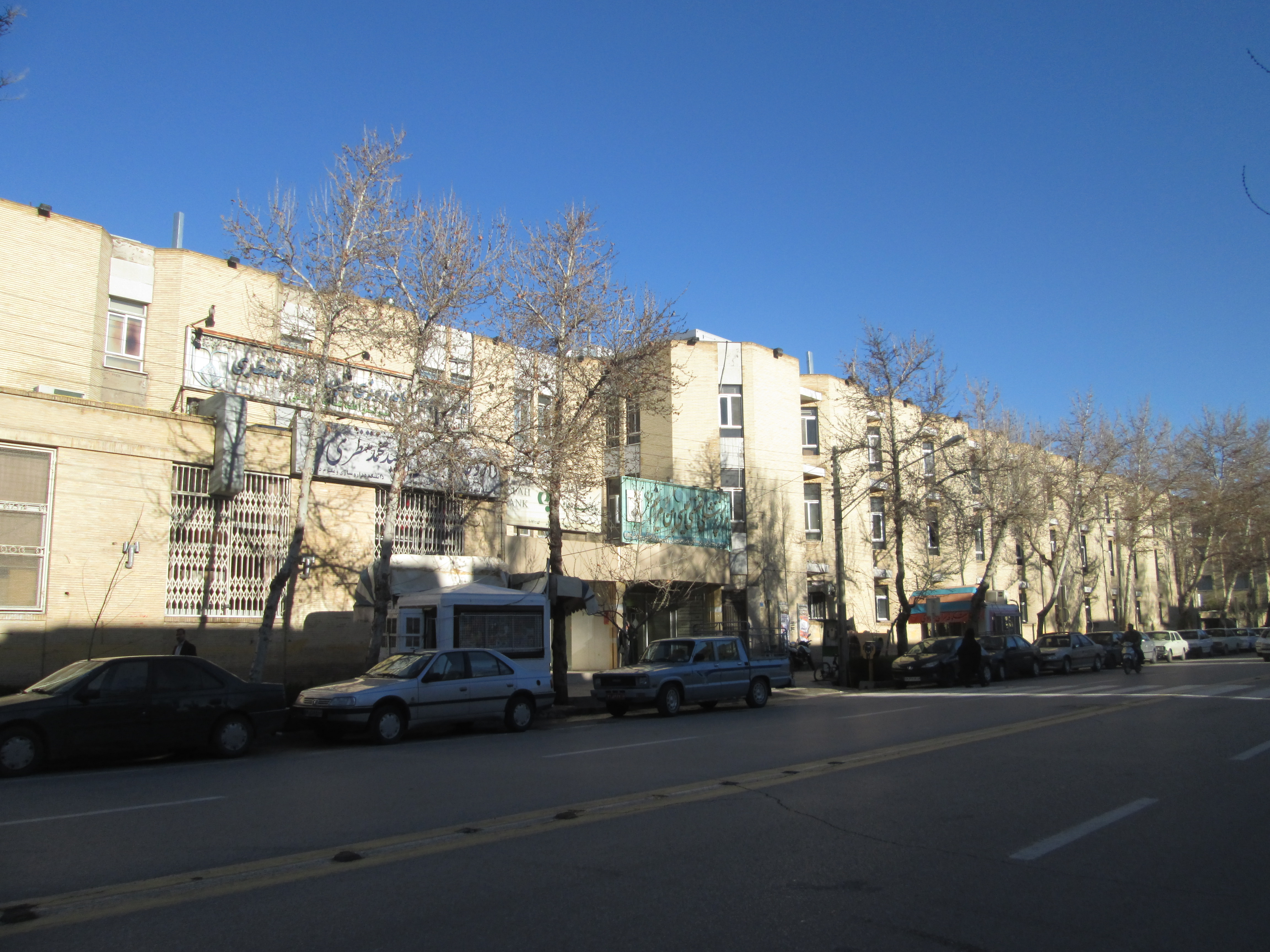
بیمارستان عیسی بن مریم

- بیمارستان عیسی بن مریم
- بیمارستان الزهرا
- بیمارستان امین
- بیمارستان کاشانی
- مجتمع آموزشی درمانی امید
- بیمارستان قلب چمران
- بیمارستان فیض
- بیمارستان فارابی
- بیمارستان نور
- بیمارستان کودکان
- بیمارستان سوانح سوختگی

## امکانات دانشگاه

### کتابخانه
کتابخانه مویدالاطبا، به همراه کتابخانه‌های مختلف دانشکده‌ها، بیمارستان‌های آموزشی و مراکز تحقیقاتی از جمله کتابخانه‌های این دانشگاه می‌باشند.

### تالارها و سالن‌های کنفرانس
- تالار اصفهان
- تالار زیتون
- سالن آمفی تئاتر نفیس
- تالار شریعتی
- سالن همایشها و تالار لقمان

### امکانات ورزشی
- مجموعه ورزشی موحدی
- استخر ۹ دی
- مجموعه‌های روباز ورزشی (مجموعه ورزشی فرزانگان، دانشوران، زمین تنیس تلاش، زمین چمن مصنوعی))

## روسای دانشگاه
- شاهین شیرانی (۱۴۰۰ تاکنون)[۱۲]
- طاهره چنگیز[۱۳]
- غلامرضا اصغری
- شاهین شیرانی
- عباس رضایی
- حمیدرضا جمشیدی
- ابراهیم اسفندیاری
- محمداسماعیل اکبری
- محمدعلی طوسی
- ابوتراب نفیسی
- قاسم معتمدی
- مهدی نامدار
- محمد ریاحی
- حسینقلی اوژند
- مرتضی حکمی (اولین رئیس دانشگاه)

## مجلات علمی

### انگلیسی
1. Journal of research in medical sciences
2. International journal of preventive medicine
3. Iranian journal of nursing and midwifery research
4. Journal of Medical Signals and Sensors
5. Research in Pharmaceutical Science
6. Dental Research Journal
7. ARYA Atherosclerosis
8. Advanced Biomedical Research
9. Journal of Education and Health Promotion
10. Journal of Research in Pharmacy Practice
11. International Journal of Environmental Health Engineering

### فارسی
1. مجله علمی تحقیقات نظام سلامت
2. مجله مدیریت اطلاعات سلامت
3. مجله دانشکده دندانپزشکی اصفهان
4. مجله پژوهش در علوم توانبخشی
5. مجله تحقیقات علوم رفتاری
6. مجله دانشکده پزشکی اصفهان
7. مجله ایرانی آموزش در علوم پزشکی

## نگارخانه

تصویر قدیمی از دانشکده پزشکی اصفهان
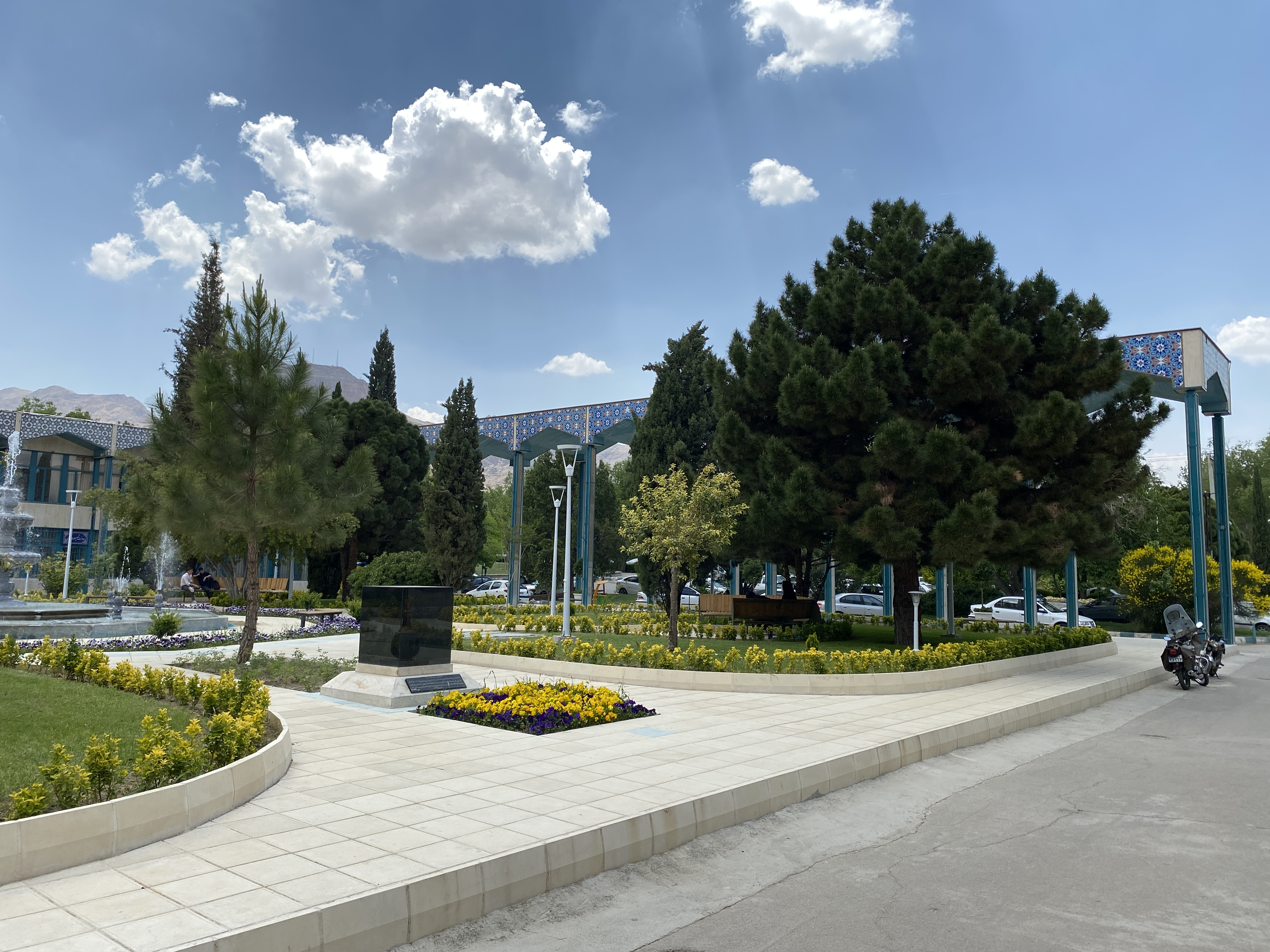
دانشکده پزشکی - هم اکنون
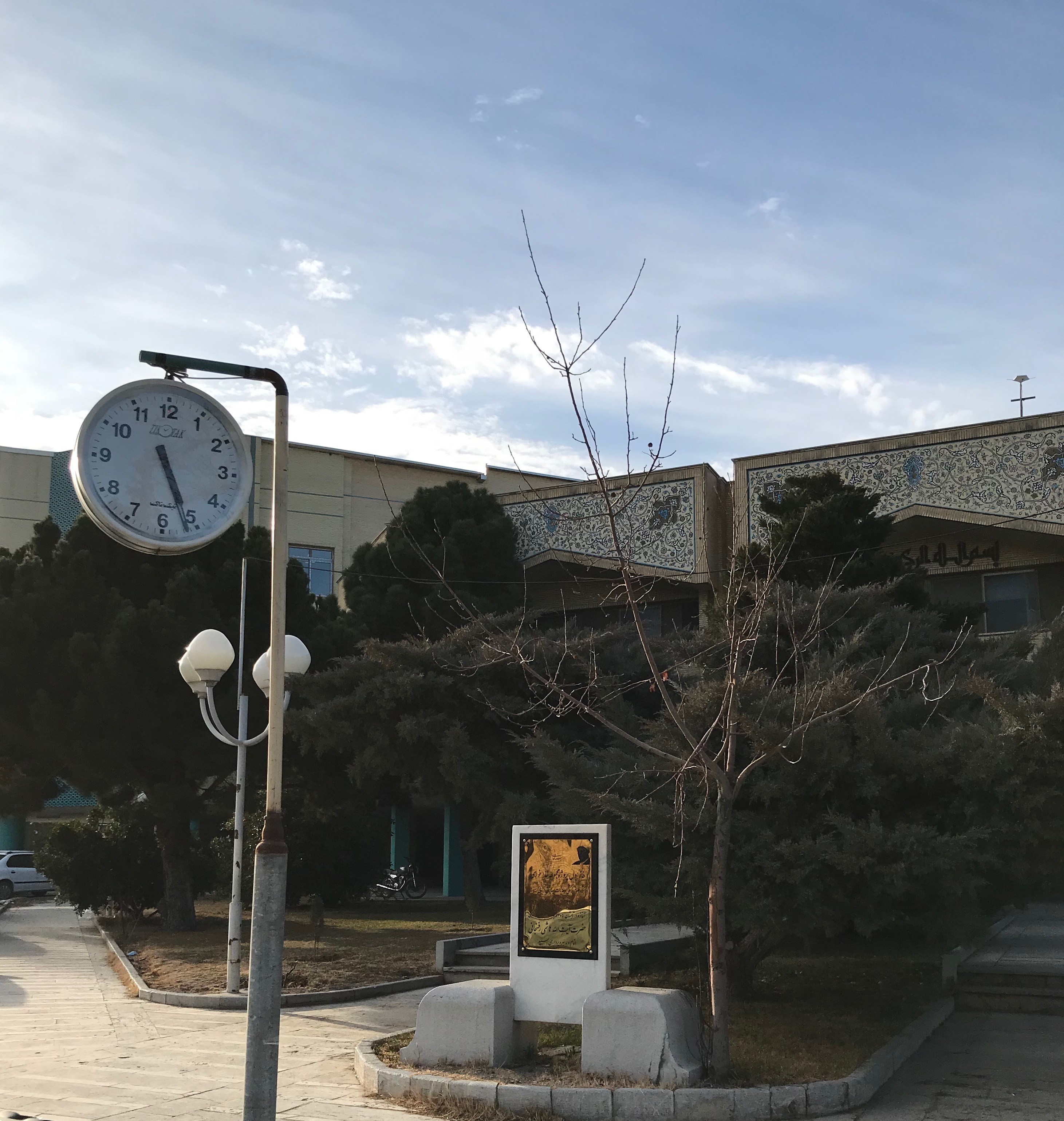
سلف مرکزی دانشگاه
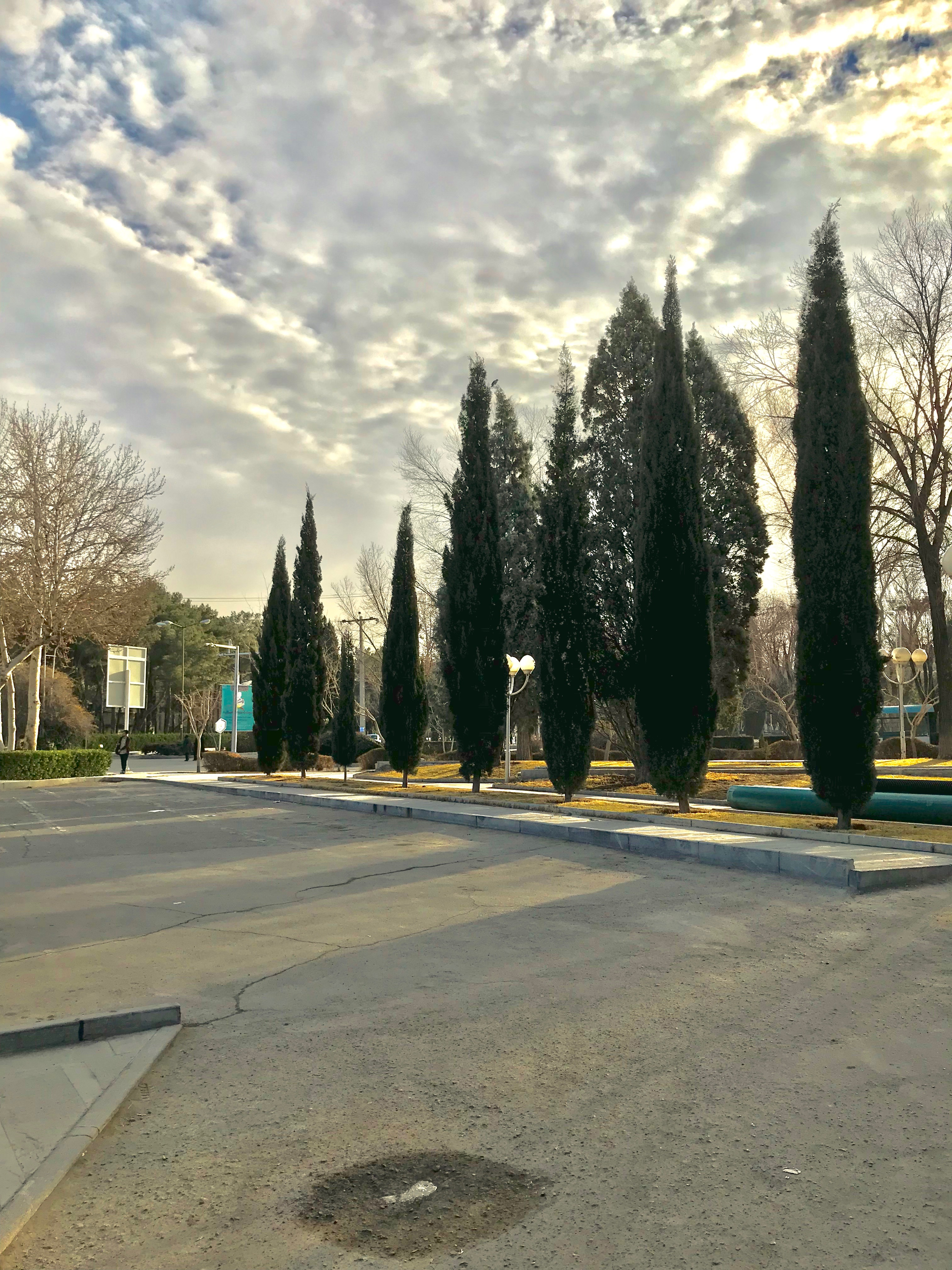
محوطه دانشگاه